# Uefa Champions League 1995/1996
Uefa Champions League 1995/1996 vanns av Juventus, Italien som besegrade Ajax, Nederländerna med 4–2 på straffsparkar efter 1–1 under ordinarie speltid och förlängning i finalen i Rom den 22 maj 1996.
För första gången tillämpades tre poäng för seger och inte som tidigare två.

## Kvalificeringsomgång
| Kvalomgången – 16 deltagande klubblag | Kvalomgången – 16 deltagande klubblag | Kvalomgången – 16 deltagande klubblag | Kvalomgången – 16 deltagande klubblag | Kvalomgången – 16 deltagande klubblag |
| ------------------------------------- | ------------------------------------- | ------------------------------------- | ------------------------------------- | ------------------------------------- |
| Lag 1                                 | Totalt                                | Lag 2                                 | Möte 1                                | Möte 2                                |
| Casino Salzburg                       | 0–1                                   | Steaua București                      | 0–0                                   | 0–1                                   |
| Grasshopper                           | 2–1                                   | Maccabi Tel Aviv                      | 1–1                                   | 1–0                                   |
| Rangers                               | 1–0                                   | Anorthosis Famagusta                  | 1–0                                   | 0–0                                   |
| Legia Warszawa                        | 3–1                                   | IFK Göteborg                          | 1–0                                   | 2–1                                   |
| Dynamo Kiev                           | 04–1                                  | AaB                                   | 1–0                                   | 3–1                                   |
| Rosenborg BK                          | 4–3                                   | Beşiktaş                              | 3–0                                   | 1–3                                   |
| Anderlecht                            | 1–2                                   | Ferencváros                           | 0–1                                   | 1–1                                   |
| Panathinaikos                         | 00001–1 (BM)                          | Hajduk Split                          | 0–0                                   | 1–1                                   |

## Gruppspel

### Grupp A
| Nr | Lag           | S | V | O | F | GM | IM | MS | P  |
| -- | ------------- | - | - | - | - | -- | -- | -- | -- |
| 1  | Panathinaikos | 6 | 3 | 2 | 1 | 7  | 3  | +4 | 11 |
| 2  | Nantes        | 6 | 2 | 3 | 1 | 8  | 6  | +2 | 9  |
| 3  | Porto         | 6 | 1 | 4 | 1 | 6  | 5  | +1 | 7  |
| 4  | AaB           | 6 | 1 | 1 | 4 | 5  | 12 | −7 | 4  |

| Hemma \ Borta | Frankrike | Grekland | Portugal | Danmark |
| Nantes        | —         | 0–0      | 0–0      | 3–1     |
| Panathinaikos | 3–1       | —        | 0–0      | 2–0     |
| Porto         | 2–2       | 0–1      | —        | 2–0     |
| AaB           | 0–2       | 2–1      | 2–2      | —       |

### Grupp B
| Nr | Lag              | S | V | O | F | GM | IM | MS  | P  |
| -- | ---------------- | - | - | - | - | -- | -- | --- | -- |
| 1  | Spartak Moskva   | 6 | 6 | 0 | 0 | 15 | 4  | +11 | 18 |
| 2  | Legia Warszawa   | 6 | 2 | 1 | 3 | 5  | 8  | −3  | 7  |
| 3  | Rosenborg BK     | 6 | 2 | 0 | 4 | 11 | 16 | −5  | 6  |
| 4  | Blackburn Rovers | 6 | 1 | 1 | 4 | 5  | 8  | −3  | 4  |

| Hemma \ Borta    | England | Polen | Norge | Ryssland |
| Blackburn Rovers | —       | 0–0   | 4–1   | 0–1      |
| Legia Warszawa   | 1–0     | —     | 3–1   | 0–1      |
| Rosenborg BK     | 2–1     | 4–0   | —     | 2–4      |
| Spartak Moskva   | 3–0     | 2–1   | 4–1   | —        |

### Grupp C
| Nr | Lag               | S | V | O | F | GM | IM | MS  | P  |
| -- | ----------------- | - | - | - | - | -- | -- | --- | -- |
| 1  | Juventus          | 6 | 4 | 1 | 1 | 15 | 4  | +11 | 13 |
| 2  | Borussia Dortmund | 6 | 2 | 3 | 1 | 8  | 8  | 0   | 9  |
| 3  | Steaua București  | 6 | 1 | 3 | 2 | 2  | 5  | −3  | 6  |
| 4  | Rangers           | 6 | 0 | 3 | 3 | 6  | 14 | −8  | 3  |

| Hemma \ Borta     | Tyskland | Italien | Skottland | Rumänien |
| Borussia Dortmund | —        | 1–3     | 2–2       | 1–0      |
| Juventus          | 1–2      | —       | 4–1       | 3–0      |
| Rangers           | 2–2      | 0–4     | —         | 1–1      |
| Steaua București  | 0–0      | 0–0     | 1–0       | —        |

### Grupp D
| Nr | Lag         | S | V | O | F | GM | IM | MS  | P  |
| -- | ----------- | - | - | - | - | -- | -- | --- | -- |
| 1  | Ajax        | 6 | 5 | 1 | 0 | 15 | 1  | +14 | 16 |
| 2  | Real Madrid | 6 | 3 | 1 | 2 | 11 | 5  | +6  | 10 |
| 3  | Ferencváros | 6 | 1 | 2 | 3 | 9  | 19 | −10 | 5  |
| 4  | Grasshopper | 6 | 0 | 2 | 4 | 3  | 13 | −10 | 2  |

| Hemma \ Borta | Nederländerna | Ungern | Schweiz | Spanien |
| Ajax          | —             | 4–0    | 3–0     | 1–0     |
| Ferencváros   | 1–5           | —      | 3–3     | 1–1     |
| Grasshopper   | 0–0           | 0–3    | —       | 0–2     |
| Real Madrid   | 0–2           | 6–1    | 2–0     | —       |

## Slutspel

### Slutspelsträd
|  | Kvartsfinaler     | Kvartsfinaler | Kvartsfinaler   | Kvartsfinaler |   |          | Semifinaler | Semifinaler | Semifinaler | Semifinaler |  |  | Final ( ) | Final ( ) |  |  |
|  |                   |               |                 |               |   |          |             |             |             |             |  |  |           |           |  |  |
|  | Borussia Dortmund | 0             | 0               | 0             |   |          |             |             |             |             |  |  |           |           |  |  |
|  | Ajax              | 2             | 1               | 3             |   |          |             |             |             |             |  |  |           |           |  |  |
|  | Ajax              | 2             | 1               | 3             |   | Ajax     | 0           | 3           | 3           |             |  |  |           |           |  |  |
|  |                   |               |                 |               |   | Ajax     | 0           | 3           | 3           |             |  |  |           |           |  |  |
|  |                   | Panathinaikos | 1               | 0             | 1 |          |             |             |             |             |  |  |           |           |  |  |
|  | Legia Warszawa    | Panathinaikos | 1               | 0             | 1 | 0        | 0           | 0           |             |             |  |  |           |           |  |  |
|  | Legia Warszawa    |               |                 |               |   | 0        | 0           | 0           |             |             |  |  |           |           |  |  |
|  | Panathinaikos     | 0             | 3               | 3             |   |          |             |             |             |             |  |  |           |           |  |  |
|  |                   |               |                 |               |   |          |             |             |             |             |  |  | Ajax      | 1 (2)     |  |  |
|  |                   |               | Juventus (str.) | 1 (4)         |   |          |             |             |             |             |  |  |           |           |  |  |
|  | Real Madrid       | 1             | 0               | 1             |   |          |             |             |             |             |  |  |           |           |  |  |
|  | Juventus          | 0             | 2               | 2             |   |          |             |             |             |             |  |  |           |           |  |  |
|  | Juventus          | 0             | 2               | 2             |   | Juventus | 2           | 2           | 4           |             |  |  |           |           |  |  |
|  |                   |               |                 |               |   | Juventus | 2           | 2           | 4           |             |  |  |           |           |  |  |
|  |                   | Nantes        | 0               | 3             | 3 |          |             |             |             |             |  |  |           |           |  |  |
|  | Nantes            | Nantes        | 0               | 3             | 3 | 2        | 2           | 4           |             |             |  |  |           |           |  |  |
|  | Nantes            |               |                 |               |   | 2        | 2           | 4           |             |             |  |  |           |           |  |  |
|  | Spartak Moskva    | 0             | 2               | 2             |   |          |             |             |             |             |  |  |           |           |  |  |

### Kvartsfinaler
| Kvartsfinaler – 8 deltagande klubblag | Kvartsfinaler – 8 deltagande klubblag | Kvartsfinaler – 8 deltagande klubblag | Kvartsfinaler – 8 deltagande klubblag | Kvartsfinaler – 8 deltagande klubblag |
| ------------------------------------- | ------------------------------------- | ------------------------------------- | ------------------------------------- | ------------------------------------- |
| Lag 1                                 | Totalt                                | Lag 2                                 | Möte 1                                | Möte 2                                |
| Real Madrid                           | 1–2                                   | Juventus                              | 1–0                                   | 0–2                                   |
| Nantes                                | 4–2                                   | Spartak Moskva                        | 2–0                                   | 2–2                                   |
| Borussia Dortmund                     | 0–3                                   | Ajax                                  | 0–2                                   | 0–1                                   |
| Legia Warszawa                        | 0–3                                   | Panathinaikos                         | 0–0                                   | 0–3                                   |

#### Första matchen
|  | 6 mars 1996 | Real Madrid | 1 – 0 | Juventus | Santiago Bernabéu, Madrid                           |                                                     |
|  |             | Raúl 21′    |       |          | Publik: 80 000 Domare: Kurt Röthlisberger (Schweiz) | Publik: 80 000 Domare: Kurt Röthlisberger (Schweiz) |
|  |             |             |       |          | Publik: 80 000 Domare: Kurt Röthlisberger (Schweiz) | Publik: 80 000 Domare: Kurt Röthlisberger (Schweiz) |
|  |             |             |       |          | Publik: 80 000 Domare: Kurt Röthlisberger (Schweiz) | Publik: 80 000 Domare: Kurt Röthlisberger (Schweiz) |

|  | 6 mars 1996 | Nantes                 | 2 – 0 | Spartak Moskva | La Beaujoire, Nantes                           |                                                |
|  |             | N'Doram 28′ Ouédec 68′ |       |                | Publik: 31 500 Domare: Hellmut Krug (Tyskland) | Publik: 31 500 Domare: Hellmut Krug (Tyskland) |
|  |             |                        |       |                | Publik: 31 500 Domare: Hellmut Krug (Tyskland) | Publik: 31 500 Domare: Hellmut Krug (Tyskland) |
|  |             |                        |       |                | Publik: 31 500 Domare: Hellmut Krug (Tyskland) | Publik: 31 500 Domare: Hellmut Krug (Tyskland) |

|  | 6 mars 1996 | Borussia Dortmund | 0 – 2 | Ajax                   | Westfalenstadion, Dortmund                        |                                                   |
|  |             |                   |       | Davids 8′ Kluivert 85′ | Publik: 35 800 Domare: Dermot Gallagher (England) | Publik: 35 800 Domare: Dermot Gallagher (England) |
|  |             |                   |       |                        | Publik: 35 800 Domare: Dermot Gallagher (England) | Publik: 35 800 Domare: Dermot Gallagher (England) |
|  |             |                   |       |                        | Publik: 35 800 Domare: Dermot Gallagher (England) | Publik: 35 800 Domare: Dermot Gallagher (England) |

|  | 6 mars 1996 | Legia Warszawa | 0 – 0 | Panathinaikos | Wojska Polskiego, Warszawa                        |  |
|  |             |                |       |               | Publik: 12 000 Domare: Manuel Díaz Vega (Spanien) |  |
|  |             |                |       |               |                                                   |  |
|  |             |                |       |               |                                                   |  |

#### Andra matchen
|  | 20 mars 1996 | Juventus                   | 2 – 0 | Real Madrid | Stadio delle Alpi, Turin                                  |                                                           |
|  |              | Del Piero 16′ Padovano 53′ |       |             | Publik: 69 000 Domare: Mario van der Ende (Nederländerna) | Publik: 69 000 Domare: Mario van der Ende (Nederländerna) |
|  |              |                            |       |             | Publik: 69 000 Domare: Mario van der Ende (Nederländerna) | Publik: 69 000 Domare: Mario van der Ende (Nederländerna) |
|  |              |                            |       |             | Publik: 69 000 Domare: Mario van der Ende (Nederländerna) | Publik: 69 000 Domare: Mario van der Ende (Nederländerna) |

Juventus vann med totalt 2–1.
|  | 20 mars 1996 | Spartak Moskva     | 2 – 2 | Nantes          | Lokomotiv Stadium, Moskva                           |                                                     |
|  |              | Nikiforov 33′, 36′ |       | Ouédec 62′, 85′ | Publik: 22 000 Domare: Serge Muhmenthaler (Schweiz) | Publik: 22 000 Domare: Serge Muhmenthaler (Schweiz) |
|  |              |                    |       |                 | Publik: 22 000 Domare: Serge Muhmenthaler (Schweiz) | Publik: 22 000 Domare: Serge Muhmenthaler (Schweiz) |
|  |              |                    |       |                 | Publik: 22 000 Domare: Serge Muhmenthaler (Schweiz) | Publik: 22 000 Domare: Serge Muhmenthaler (Schweiz) |

Nantes vann med totalt 4–2.
|  | 20 mars 1996 | Ajax        | 1 – 0 | Borussia Dortmund | Olympiastadion, Amsterdam                       |                                                 |
|  |              | Musampa 75′ |       |                   | Publik: 43 000 Domare: Vaclav Krondl (Tjeckien) | Publik: 43 000 Domare: Vaclav Krondl (Tjeckien) |
|  |              |             |       |                   | Publik: 43 000 Domare: Vaclav Krondl (Tjeckien) | Publik: 43 000 Domare: Vaclav Krondl (Tjeckien) |
|  |              |             |       |                   | Publik: 43 000 Domare: Vaclav Krondl (Tjeckien) | Publik: 43 000 Domare: Vaclav Krondl (Tjeckien) |

Ajax vann med totalt 3–0.
|  | 20 mars 1996 | Panathinaikos                  | 3 – 0 | Legia Warszawa | Olympiastadion, Aten                               |                                                    |
|  |              | Warzycha 33′, 57′ Borrelli 71′ |       |                | Publik: 74 084 Domare: Sergej Chusainov (Ryssland) | Publik: 74 084 Domare: Sergej Chusainov (Ryssland) |
|  |              |                                |       |                | Publik: 74 084 Domare: Sergej Chusainov (Ryssland) | Publik: 74 084 Domare: Sergej Chusainov (Ryssland) |
|  |              |                                |       |                | Publik: 74 084 Domare: Sergej Chusainov (Ryssland) | Publik: 74 084 Domare: Sergej Chusainov (Ryssland) |

Panathinaikos vann med totalt 3–0.

### Semifinaler
| Semifinaler – 4 deltagande klubblag | Semifinaler – 4 deltagande klubblag | Semifinaler – 4 deltagande klubblag | Semifinaler – 4 deltagande klubblag | Semifinaler – 4 deltagande klubblag |
| ----------------------------------- | ----------------------------------- | ----------------------------------- | ----------------------------------- | ----------------------------------- |
| Lag 1                               | Totalt                              | Lag 2                               | Möte 1                              | Möte 2                              |
| Juventus                            | 4–3                                 | Nantes                              | 2–0                                 | 2–3                                 |
| Ajax                                | 3–1                                 | Panathinaikos                       | 0–1                                 | 3–0                                 |

#### Första matchen
|  | 3 april 1996 | Juventus               | 2 – 0 | Nantes | Stadio delle Alpi, Turin                          |                                                   |
|  |              | Vialli 49′ Jugović 66′ |       |        | Publik: 55 000 Domare: Dermot Gallagher (England) | Publik: 55 000 Domare: Dermot Gallagher (England) |
|  |              |                        |       |        | Publik: 55 000 Domare: Dermot Gallagher (England) | Publik: 55 000 Domare: Dermot Gallagher (England) |
|  |              |                        |       |        | Publik: 55 000 Domare: Dermot Gallagher (England) | Publik: 55 000 Domare: Dermot Gallagher (England) |

|  | 3 april 1996 | Ajax | 0 – 1 | Panathinaikos | Olympiastadion, Amsterdam                     |                                               |
|  |              |      |       | Warzycha 87′  | Publik: 42 000 Domare: László Vágner (Ungern) | Publik: 42 000 Domare: László Vágner (Ungern) |
|  |              |      |       |               | Publik: 42 000 Domare: László Vágner (Ungern) | Publik: 42 000 Domare: László Vágner (Ungern) |
|  |              |      |       |               | Publik: 42 000 Domare: László Vágner (Ungern) | Publik: 42 000 Domare: László Vágner (Ungern) |

#### Andra matchen
|  | 17 april 1996 | Nantes                           | 3 – 2 | Juventus                   | Stade de la Beaujoire, Nantes               |                                             |
|  |               | Capron 44′ N'Doram 69′ Renou 82′ |       | Vialli 17′ Paulo Sousa 50′ | Publik: 35 000 Domare: Sándor Puhl (Ungern) | Publik: 35 000 Domare: Sándor Puhl (Ungern) |
|  |               |                                  |       |                            | Publik: 35 000 Domare: Sándor Puhl (Ungern) | Publik: 35 000 Domare: Sándor Puhl (Ungern) |
|  |               |                                  |       |                            | Publik: 35 000 Domare: Sándor Puhl (Ungern) | Publik: 35 000 Domare: Sándor Puhl (Ungern) |

Juventus vann med totalt 4–3.
|  | 17 april 1996 | Panathinaikos | 0 – 3 | Ajax                        | Olympiastadion, Aten                                      |                                                           |
|  |               |               |       | Litmanen 4′, 77′ Wooter 86′ | Publik: 74 000 Domare: José María García-Aranda (Spanien) | Publik: 74 000 Domare: José María García-Aranda (Spanien) |
|  |               |               |       |                             | Publik: 74 000 Domare: José María García-Aranda (Spanien) | Publik: 74 000 Domare: José María García-Aranda (Spanien) |
|  |               |               |       |                             | Publik: 74 000 Domare: José María García-Aranda (Spanien) | Publik: 74 000 Domare: José María García-Aranda (Spanien) |

Ajax vann med totalt 3–1.

### Final
|                                   | 22 maj 1996                | Juventus                        | 1 – 1 (e fl) | Ajax         | Olympiastadion, Rom                               |                                                   |
|                                   |                            | Ravanelli 12′                   |              | Litmanen 41′ | Publik: 67 000 Domare: Manuel Díaz Vega (Spanien) | Publik: 67 000 Domare: Manuel Díaz Vega (Spanien) |
|                                   |                            |                                 |              |              | Publik: 67 000 Domare: Manuel Díaz Vega (Spanien) | Publik: 67 000 Domare: Manuel Díaz Vega (Spanien) |
| Ferrara Pessotto Padovano Jugović | Straffsparksläggning 4 – 2 | Davids Litmanen Scholten Silooy |              |              | Publik: 67 000 Domare: Manuel Díaz Vega (Spanien) | Publik: 67 000 Domare: Manuel Díaz Vega (Spanien) |

anmärkningslista
1. 1 2 3  
Dynamo Kiev, Ukraina slog ut AaB, Danmark men i sin första gruppspelsmatch mot Panathinaikos anklagades laget för ett misslyckat försök med att muta domaren. Uefa stängde av laget på tre års tid, men straffet mildrades sedan till bara en säsong.

## Skytteligan
Skytteligan i Uefa Champions League 1995/1996 (exklusive kvalomgången)
| Rank | Namn                 | Lag              | Mål |
| ---- | -------------------- | ---------------- | --- |
| 1    | Jari Litmanen        | Ajax             | 9   |
| 2    | Alessandro Del Piero | Juventus         | 6   |
| 2    | Raúl González        | Real Madrid      | 6   |
| 2    | Krzysztof Warzycha   | Panathinaikos    | 6   |
| 5    | Patrick Kluivert     | Ajax             | 5   |
| 5    | Yuri Nikiforov       | Spartak Moskva   | 5   |
| 5    | Nicolas Ouédec       | Nantes           | 5   |
| 5    | Fabrizio Ravanelli   | Juventus         | 5   |
| 9    | Mike Newell          | Blackburn Rovers | 4   |
| 9    | Iván Zamorano        | Real Madrid      | 4   |
| 11   | Erik Andersen        | Aalborg BK       | 3   |
| 11   | Karl Petter Løken    | Rosenborg        | 3   |
| 11   | Reynald Pedros       | Nantes           | 3   |

### Webbkällor
Den här artikeln är helt eller delvis baserad på material från engelskspråkiga Wikipedia.